# The Crown Princess
The Crown Princess är en thailändsk TV-serie som sändes på Kanal 3 från 14 maj till 19 juni 2018.

## Rollista (i urval)
- Urassaya Sperbund som prinsessa Alice Madeleine Thereza Phillipe/Naree Singjun-Samuthyakorn
- Nadech Kugimiya som lieutenantkommandant Dawin Samuthyakorn
- Sara Legge som prinsessa Catherine "Kate" William Ann Phillipe
- Intad Leowrakwong som prins Alan Aaron Mark Andre Phillipe